# Governador Newton Bello
Governador Newton Bello est une municipalité brésilienne située dans l'État du Maranhão.